# Държавен комитет за планиране
Държавният комитет за планиране (ДКП) е бивша държавна институция в България, създадена с цел да координира дейността на цялата планова икономика на Народна република България.

## Хронология на имената
Председателят на Комитета обикновено е член на правителството на НРБ. В историята си учреждението (с ранг на министерство след 1946 г.), е имало следните наименования:
- Върховен стопански съвет (1945-1947),
- Държавна планова комисия (1947-1962),
- Държавен комитет за планиране (1962-1986),
- Държавна планова комисия (1986-1987).

Комитетът е преобразуван в Министерство на икономиката и планирането, в което са включени също функциите на закритите тогава Стопански съвет при МС и Министерство на финансите, през 1987 г.

## История
Върховният стопански съвет (ВСС) е създаден на 15 май 1945 година от доминираното от Българската работническа партия (комунисти) правителство с цел да постави основите на плановата икономика по съветски образец. В новата институция са включени и някои съществуващи по-рано структури, като Дирекцията за гражданска мобилизация. За времето на своето съществуване съветът разработва един едногодишен и един двугодишен стопански план. ВСС получава и изключително широки правомощия, чрез които да налага изпълнението на плановете, включително правото да мобилизира лица между 18 и 50-годишна възраст и цели предприятия за извършване на безплатен труд в полза на правителството.
На 11 декември 1947 година ВСС е преобразуван в Държавна планова комисия (ДПК). С национализацията на икономиката нейните функции се променят. Създадените отраслови министерства поемат прякото управление на предприятията, а ДПК разработва стопанските планове на национално ниво, задава методиките на планирането и одобрява и контролира плановете в отделните сектори и региони. През 1962 година ДПК е преименувана на Държавен комитет за планиране, през 1986 година е възстановено нейното старо име, а през 1988 година е преименувана на Министерство на икономиката и планирането.
През отделни периоди на ДПК са подчинени други институции: Главна дирекция на статистиката (1948-1953), Институт за рационализация (1950-1957), Централно управление за материално-техническо снабдяване и държавен резерв (1959-1968), Комитет по цените (1976-1986), Комитет по труда и работната заплата (от 1981).

## Ръководители
Председатели на Върховния стопански съвет
| правителство | име            | дати                               | партия | партия |
| ------------ | -------------- | ---------------------------------- | ------ | ------ |
| -            | Добри Терпешев | 15 май 1945 – 31 март 1946         | БКП    |        |
| 63           | Добри Терпешев | 31 март 1946 – 23 ноември 1946     | БКП    |        |
| 64           | Добри Терпешев | 23 ноември 1946 – 11 декември 1947 | БКП    |        |

Председатели на Държавната планова комисия
| правителство | име            | дати                                | партия | партия |
| ------------ | -------------- | ----------------------------------- | ------ | ------ |
| 65           | Добри Терпешев | 11 декември 1947 – 6 август 1949    | БКП    |        |
| 65           | Кирил Лазаров  | 6 август 1949 – 5 декември 1949     | БКП    |        |
| 65           | Карло Луканов  | 5 декември 1949 – 20 януари 1950    | БКП    |        |
| 66           | Карло Луканов  | 20 януари 1950 – 28 февруари 1952   | БКП    |        |
| 66           | Евгени Матеев  | 28 февруари 1952 – 26 декември 1952 | БКП    |        |
| 66           | Георги Чанков  | 26 декември 1952 – 20 януари 1954   | БКП    |        |
| 67           | Георги Чанков  | 20 януари 1954 – 30 декември 1956   | БКП    |        |
| 67           | Руси Христозов | 30 декември 1956 – 15 януари 1958   | БКП    |        |
| 68           | Руси Христозов | 15 януари 1958 – 25 декември 1959   | БКП    |        |
| 68           | Станко Тодоров | 25 декември 1959 – 17 март 1962     | БКП    |        |
| 69           | Станко Тодоров | 17 март 1962 – 27 септември 1962    | БКП    |        |
| 69           | Живко Живков   | 27 септември 1962 – 27 ноември 1962 | БКП    |        |

Председатели на Държавния комитет за планиране
| правителство | име           | дати                              | партия | партия |
| ------------ | ------------- | --------------------------------- | ------ | ------ |
| 70           | Апостол Пашев | 27 ноември 1962 – 12 март 1966    | БКП    |        |
| 71           | Апостол Пашев | 12 март 1966 – 27 декември 1968   | БКП    |        |
| 71           | Тано Цолов    | 27 декември 1968 – 9 юли 1971     | БКП    |        |
| 72           | Сава Дълбоков | 9 юли 1971 – 19 януари 1973       | БКП    |        |
| 72           | Иван Илиев    | 19 януари 1973 – 15 април 1975    | БКП    |        |
| 72           | Кирил Зарев   | 15 април 1975 – 17 юни 1976       | БКП    |        |
| 73           | Кирил Зарев   | 17 юни 1976 – 18 юни 1981         | БКП    |        |
| 74           | Кирил Зарев   | 18 юни 1981 – 19 юли 1982         | БКП    |        |
| 74           | Станиш Бонев  | 19 юли 1982 – 18 октомври 1985    | БКП    |        |
| 74           | Иван Илиев    | 18 октомври 1985 – 24 януари 1986 | БКП    |        |

Председатели на Държавната планова комисия
| правителство | име        | дати                         | партия | партия |
| ------------ | ---------- | ---------------------------- | ------ | ------ |
| 74           | Иван Илиев | 24 януари 1986 – 19 юни 1986 | БКП    |        |
| 75           | Иван Илиев | 19 юни 1986 – 19 август 1987 | БКП    |        |

Министри на икономиката и планирането
| правителство | име           | дати                                | партия | партия |
| ------------ | ------------- | ----------------------------------- | ------ | ------ |
| 75           | Стоян Овчаров | 19 август 1987 – 17 ноември 1989    | БКП    |        |
| 75           | Кирил Зарев   | 17 ноември 1989 – 8 февруари 1990   | БКП    |        |
| 76           | Иван Тенев    | 8 февруари 1990 – 22 септември 1990 | БСП    |        |